# فرودگاه فادا نگوورما
فرودگاه فادا نگوورما (به انگلیسی: Fada N'gourma Airport) یک فرودگاه با کد یاتا FNG است . این فرودگاه در کشور بورکینافاسو قرار دارد .